# هانا مونتانا ۳
هانا مونتانا ۳ (به انگلیسی: Hannah Montana 3) یک آلبوم موسیقی متن برای سومین فصل مجموعه هانا مونتانا است که ابتدا در ۳ ژوئن ۲۰۰۹ توسط ئی‌ام‌آی رکوردز در آلمان منتشر و نخستین بار توسط والت دیزنی رکوردز در ۲ ژوئیه در هلند منتشر شد.